# Zweites Landamt Wertheim
Das Zweite Landamt Wertheim war eine von 1813 bis 1819 bestehende Verwaltungseinheit im Norden des Großherzogtums Baden.

## Geschichte

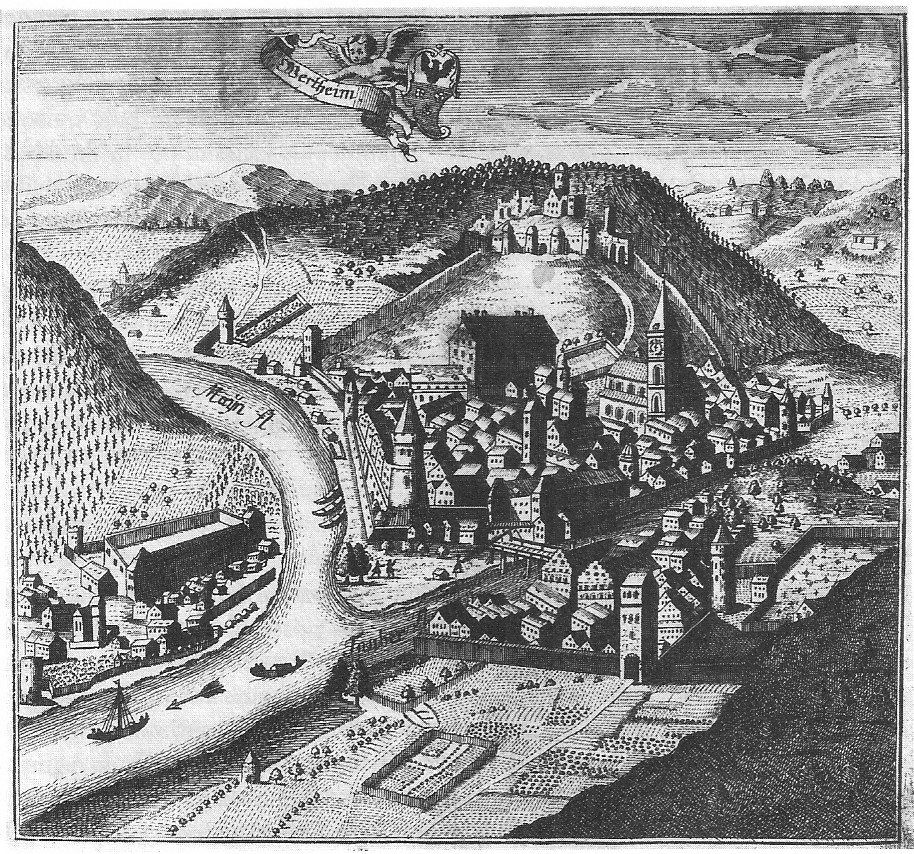
Wertheim im 16. Jahrhundert.

Bis zum Ende des Heiligen Römischen Reich hatte die auf mehrere Linien aufgeteilte hochadlige Familie Löwenstein-Wertheim die Herrschaft über ein Territorium inne, das im Übergangsbereich zwischen Spessart, Bauland und Tauberland lag. In Umsetzung der Rheinbundakte von 1806 wurde sie mediatisiert, das Gebiet aufgeteilt und der Landeshoheit anderer Staaten unterstellt. Die Residenzstadt Wertheim an der Mündung der Tauber in den Main kam zu Baden. Im Sommer 1807 richtete dessen Regierung sechs standesherrliche Ämter ein, von denen sich mit Freudenberg, Bronnbach, Rothenfels (seit 1810 als Amt Steinfeld bezeichnet) und dem Amt Wertheim vier im näheren Umfeld Wertheims befanden. 1813 kam es hier zu einer Umstrukturierung. Die bestehenden Ämter wurden aufgelöst, ihre Ortschaften auf die neu gegründeten Stadt- und Erstes Landamt Wertheim (westlich der Tauber) und Zweites Landamt Wertheim (östlich des Flusses) aufgeteilt. Einige wenige Orte wurden auch an benachbarte Ämter abgetreten oder kamen von dort hinzu. Im Rahmen der Verwaltungsgliederung Badens zählte das Amt zum Kriminalamt Tauberbischofsheim innerhalb des Tauberkreises. 1819 wurden die Orte des ehemaligen Amtes Steinfeld, die räumlich getrennt im Nordosten eine Exklave gebildet hatten, an das Königreich Bayern abgetreten, der Rest mit dem 1813 entstandenen Pendant zum Bezirksamt Wertheim vereinigt.

## Orte und Einwohnerzahlen 1814
1814 wird für das Amt von diesen Orten und Einwohnerzahlen berichtet:
- Anspach 267
- Bettingen 289
- Birkenfeld 982
- Bronnbach 156, davon in
  - Kemmelhof 5
  - Mittelhof 8
  - Schaafhof 29
  - Wagenbücherhof 15
- Dertingen 789
- Dietenhan 172
- Eichel 194
- Erlach 224
- Eulscherbenhof 24
- Gamburg 653
- Greußenheim 569
- Haidhof 21
- Höhefeld 387
- Karbach 1.017
- Kambach 331
- Lindelbach 284
- Mariabuchen 8
- Nicklaushausen 295
- Pflochsbach 183
- Reicholsheim 847
- Roden 408
- Sendelbach 339
- Steinfeld 804
- Urphar 326
- Waldzell 236
- Zimmern 315

## Spätere Entwicklung
Auch in der Folgezeit blieb Wertheim für die bei Baden verbliebenen Orte lange das Verwaltungszentrum auf überörtlicher Ebene. Bei der Auflösung des Bezirksamts 1938 wurde der Bereich dem Bezirksamt und späteren Landkreis Tauberbischofsheim zugeteilt, seit der Kreisreform 1973 liegt er zum Main-Tauber-Kreis. Das an Bayern abgetretene Gebiet gehört nach mehreren Verwaltungsreformen zum Landkreis Main-Spessart.